# جوهاتسو

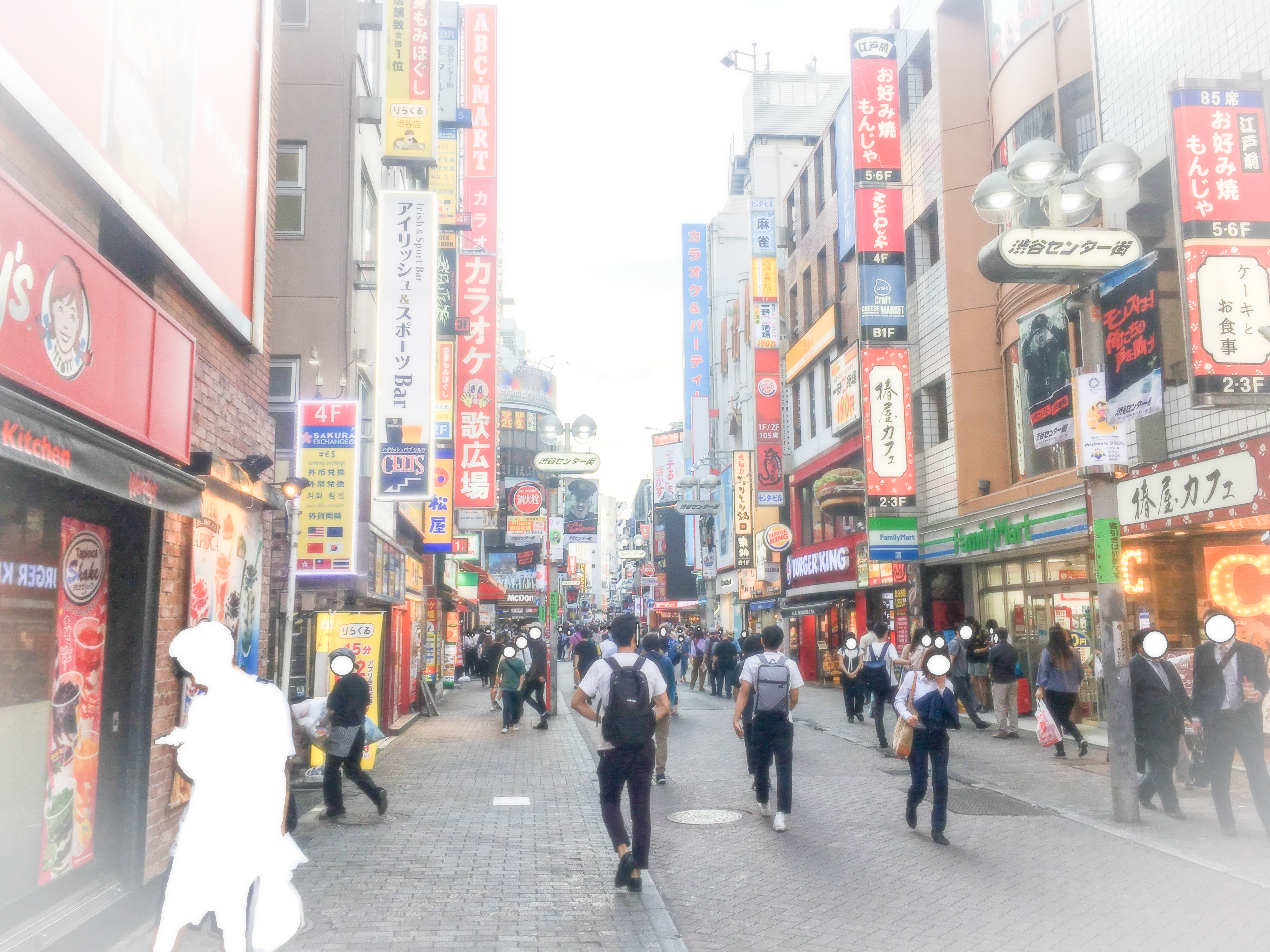
جوهاتسوها اغلب برای فرار از شرم از جامعه ناپدید می‌شوند.

جوهاتسو (به ژاپنی: 蒸発 Jōhatsu) به معنی تبخیر، به افرادی در ژاپن اشاره دارد که عمداً بدون هیچ ردی از زندگی ثابت خود ناپدید می‌شوند. این پدیده می‌تواند در سراسر جهان دیده شود، مانند ایالات آمریکا، چین، کره جنوبی، بریتانیا، و آلمان.
با این حال، با توجه به برخی عوامل فرهنگی احتمالاً در ژاپن شیوع بیشتری دارد. در ژاپن، سالانه حدود ۱۰۰۰۰۰ نفر جوهاتسو می‌شوند.

## پس زمینه
این نظریه مطرح شده است که فرهنگ کار خشن ژاپن در ترکیب با فقدان حمایت خانوادگی و اجتماعی به شیوع «جوهاتسو» در ژاپن کمک کرده است. علاوه بر این، ترک یک شرکت در فرهنگ ژاپن شرم‌آور است. خودکشی، کار کردن تا حد مرگ (کاروشی)، و تبدیل شدن به «جوهاتسو» نتایج بالقوه است. همچنین می‌تواند خانواده را از هزینه‌های بالایی که می‌تواند با خودکشی مرتبط باشد (مانند بدهی‌ها، هزینه‌های پاکسازی، و هزینه‌های اختلال در سرویس در زمینه پرش‌های پلت فرم) صرفه‌جویی کند.
فشارهای اجتماعی مشابهی برای کمک به شیوع «هیکی‌کوموری» و خودکشی در ژاپن تئوری شده است.

## تاریخ
استفاده از اصطلاح «جوهاتسو» در دهه ۱۹۶۰ آغاز شد. در آن زمان، این واژه در زمینه افرادی که تصمیم به فرار از ازدواج‌های ناخوشایند به جای تحمل روند دادرسی طلاق رسمی بود. دهه از دست رفته (ژاپن) منجر به افزایش در «جوهاتسو» و خودکشی بسیاری از کارمندانی شغل خود را از دست دادند یا بدهی انباشته کردند.

## شیوع
در ژاپن، موضوع «جوهاتسو» در مکالمات منظم مانند موضوع خودکشی تابو است. تخمین زده شده است که سالانه ۱۰۰۰۰۰ ژاپنی ناپدید می‌شوند. با این حال، "jōhatsu" ممکن است در اعداد رسمی کمتر گزارش شده باشد. در سال ۲۰۱۵، آژانس پلیس ملی (ژاپن) ژاپن ۸۲۰۰۰ مفقود را ثبت کرده بود و تا پایان سال ۸۰۰۰۰ نفر پیدا شد. در مقایسه، در همان سال، بریتانیا ۳۰۰۰۰۰ تماس برای گزارش یک فرد مفقود داشت، اگرچه حدود نیمی از جمعیت ژاپن را تشکیل می‌دهد. علاوه بر این، پایگاه داده شخص گمشدهها در ژاپن وجود ندارد.
انجمن پشتیبانی جستجوی افراد گمشده ژاپن، یک سازمان غیرانتفاعی که به حمایت از خانواده‌های «جوهاتسو» اختصاص دارد.

## انگیزه
افراد به دلایل مختلفی از جمله افسردگی (حالت)، اعتیاد، ناشایستگی جنسی و میل به انزوا «جوهاتسو» می‌شوند. گاهی، برای فرار از خشونت خانگی، قمار بدهی، فرقه، آزار تعقیب، استخدام استفاده می‌شود. و شرایط سخت خانوادگی. شرم ناشی از از دست دادن شغل، طلاق، و حتی رد شدن در امتحان نیز می‌تواند انگیزه ناپدید شدن افراد را ایجاد کند.
در برخی موارد، «جوهاتسو» شدن راهی برای شروعی تازه است. وقتی ناپدید می‌شوند، می‌توانند محل سکونت، شغل، خانواده، نام و حتی ظاهر قبلی خود را رها کنند.

## صنعت
کسب‌وکارهایی که به «جوهاتسو» برای ناپدید شدن کمک می‌کنند، «یونیگه-یا» نامیده می‌شوند که به معنای «فروشگاه‌های شبانه‌روزی» است.
این مؤسسات نسبتاً در دسترس هستند و وب سایت‌های خود را دارند. یک «یونیگه-یا» خاص می‌تواند بین ۵۵۰۰۰ ¥ (۴۵۰ دلار) تا ۳۰۰۰۰۰ ین (۲۶۰۰ دلار) برای خدمات خود هزینه کند که به عوامل مختلفی بستگی دارد. این عوامل عبارتند از: مقدار دارایی، مسافت، اگر حرکت شبانه باشد، اگر بچه‌ها در آن گنجانده شوند، و اگر مشتری در حال فرار تحصیل کرده باشد.
گاهی، افراد بدون کمک «یونیگه-یا» خود به خود ناپدید می‌شوند. راهنماهای منتشر شده‌ای وجود دارد که می‌تواند به افراد کمک کند تا «جوهاتسو» شوند. آژانس‌های کارآگاهی گاهی برای یافتن افرادی که «جوهاتسو» شده‌اند استفاده می‌شوند. گاهی، افراد را می‌توان یافت که در سالن‌های پاچینکو و اتاق‌های هتل ارزان‌قیمت و زمان‌های دیگر وقت می‌گذرانند. می‌توان دریافت که آیا آنها بر اثر خودکشی مرده‌اند. سانیا، یک Skid row در توکیو که قبلاً هزاران کارگری روزمزدی را در خود جای داده بود، گزارش شده است که محل اختفای «جوهاتسو» است. کاماگاساکی در اوساکا محله دیگری است که امکان زندگی بدون شناسنامه وجود دارد و به همین دلیل نیز مورد علاقه است. این جوامع دژ یاکوزا هستند، زیرا مشاغلی دارند که پول نقد پرداخت می‌کنند و «جوهاتسو» را نمی‌توان یافت. بیشتر پرونده‌های دادگاه «جوهاتسو» حقوق مدنی هستند، و داده‌های شخصی به راحتی قابل دسترسی نیست. پلیس دخالت نخواهد کرد. مگر اینکه جرم یا حادثه ای رخ داده باشد.